# Princessa
Princessa, születési nevén Mónica Capel Cruz (Madrid, 1975. május 18.) spanyol énekesnő, a pop/dance zenei világ egyik, nemzetközi ismertségre is szert tett személyisége. Három megjelent nagylemeze közül a másodikat, amely a Calling You (egyes országokban a Princessa) címet viselte, a könnyűzene-történelem legjobb Europop albumai közé tartozónak tekintik.

## Pályája
Több generációs spanyol zenészcsaládban született, nagyszülei flamenco énekesek voltak, apja és egyik nagybátyja zenészek. Elsőként azzal vált ismertté, hogy részt vett a World On Ice című nagyszabású revüműsor madridi előadásain, illetve a Gran Circo Mundial 1988-as turnéján, akkor még Moni Capel néven. Ezen a Disney produkcióval együttműködve többek között olyan rajzfilmslágereket adott elő, spanyol átiratban, mint a Kacsamesék vagy a Chip és Dale zenéje, de szerepeltek a műsorán ismert spanyol dalok popzenei feldolgozásai is.
Tehetségét 16 éves korában, 1991-ben fedezte fel Frank Peterson német producer, aki Ibizán nyaralva figyelt fel egy általa előadott Disney-zenei feldolgozásra. Nem sokkal ezután Madridban elkészítették Monica első stúdiófelvételeit, amikkel Peterson annyira elégedett volt, hogy úgy döntött, elkészíti az énekes első albumát. A projekt lezárására és a lemez megjelenésére azonban 1993-ig kellett várni, mert a producer nagyon összpontosított egy másik, Sarah Brightmannel közös projektjére.
1993 elején Monica Németországba utazott, ahol találkozott a Nemo Studios gyártói csapatával, köztük Thomas Schwarz-cal és Matthias Meisnerrel. Ebben az időben vette fel a Princessa művésznevet, Peterson javaslatára; első lemeze már ezen a címen jelent meg, még abban az évben. Ezen még csak spanyol nyelvű dalok szerepeltek, melyek szerzője Susana Espelleta volt; utóbbival az előadó hamarosan közeli barátságot kötött, később a menedzserévé is fogadta. Az albumot Spanyolországon kívül Németországban és Hollandiában, majd 1994-ben, kissé eltérő borítóval Mexikóban is kiadták. Az albumról single-ként is sikert aratott – legfőképpen Németországban – a Rojo y llanto című szám, valamint az Ensalza tu amor és a Tú estás loco. Az albumot Princessa Mexikóban, 1994 májusában egy három hetes turnéval népszerűsítette – ennek részeként részt vett az Acapulco Fesztiválon is –, majd 1994 nyarán egy több mint 40 koncertből álló turnét vállalt szülőhazájában.
Az első album spanyol nyelvterületen elért sikerei arra ösztönözték Petersont, hogy „exportálja” a közös produktumukat szélesebb nemzetközi színtérre is, oly módon, hogy Princessa repertoárjába angol nyelven előadott dalokat is beépítenek. Ennek megfelelően a második, 1996-ban kiadott albumnak már a címe is angol nyelvű volt – Calling You –, a rajta hallható 18 dal pedig részben spanyol, részben angol szövegű volt. Az album érdekességei közé tartozik, hogy Sarah Brightman részt vett néhány dal elkészítésében, valamint vokálozást is vállalt, csakúgy, mint Susana Espelleta is. A lemez hatalmas sikert hozott, ezért 1997 nyarán újból kiadták Németországban, Japánban és több más európai országban. Single-ként is sikeres volt az album dalai közül az Anyone but you és a Try to say I'm sorry, Svédországban a Vivo, Japánban pedig a Summer of love és a Baila al ritmo. Az ázsiai szigetországba ugyanezen év nyarán egy lemezbemutató-népszerűsítő turnét is szervezett, aminek az eredménye minden várakozást felülmúlt. egyetlen hét alatt több mint 500 000 lemezt adott el. További turnéival Európa több olyan országát is meghódította, ahol addig ismeretlen volt, lemeze pedig az „öreg kontinensen” is több százezres eladási számokat ért el. Különösen sikeres lett Finnországban, ahol ezidáig tizenöt alkalommal turnézott; 1997-ben az ország egyik leghíresebb zenei fesztiváljának számító "Rantarock" színpadán mintegy 45 000 ember előtt lépett fel. Albuma ott platinalemez lett, a Vivo kislemez pedig aranylemez minősítést szerzett. Ezt az albumot a könnyűzene-történelem egyik legjobb Europop albumának tekintik.
1998-ban a Princessát kérték fel egy népszerű német televíziós sorozat, a Marienhof főcímdalának, a Snowflakes című dalnak az előadására. Ez a dal nagyszerű karácsonyi siker lett, ami előrelépést jelentett az előadó harmadik albuma számára. Ez utóbbi 1999-ben jelent meg, I won’t forget you címmel, és jó fogadtatása volt úgy Európában, mint Japánban is. A 13 számot tartalmazó album utolsó számaként felkerült rá a Snowflakes dal is, a 12. szám pedig egy duett volt Sarah Brightmannel (Once in a lifetime). Az elődjéhez hasonlóan ez az album is meghódított olyan országokat, ahol Princessa addig szinte ismeretlen volt, mint például Szingapúr, a Fülöp-szigetek, Amerika és Olaszország.
Princessa 2002 áprilisában kezdte meg új, negyedik albumának felvételeit, a lemez azonban nem készült el, csak egy kislemez jelent meg belőle, 2005-ben, All I want címmel, melyet főleg rádiók számára küldtek ki promóciós anyagként, és amely így sok helyütt volt hallható a karácsonyi összeállításba beillesztve. Az album kiadását a készítők a zenei piacon tapasztalható problémák és a megfelelő marketingkampány költségvetésének hiánya miatt fújták le.

## Diszkográfia

### Albumok
- 1993 Princessa (EMI Electrola)
- 1996 Calling You (East West Records)
- 1997 Princessa (East West Records)
- 1999 I Won't Forget You (East West Records)

### Single-k
- 1993 Rojo Y Llanto (EMI Electrola)
- 1994 Ensalza Tu Amor (EMI Electrola)
- 1994 Tú estás loco (EMI Electrola)
- 1996 Calling You (East West Records)
- 1996 Anyone But You (East West Records)
- 1997 Try To Say I'm Sorry (East West Records)
- 1997 Baila Al Ritmo (East West Records)
- 1997 Vivo (East West Records)
- 1997 Summer Of Love (East West Records)
- 1998 Snowflakes (East West Records)
- 1999 I Won't Forget You (East West Records)
- 1999 (You Just) Believe In You (East West Records)
- 2005 All I Want (Edel Records)

## Fordítás
- Ez a szócikk részben vagy egészben  a   Princessa című spanyol Wikipédia-szócikk fordításán alapul.  Az eredeti cikk szerkesztőit annak laptörténete sorolja fel. Ez a jelzés csupán a megfogalmazás eredetét és a szerzői jogokat jelzi, nem szolgál a cikkben szereplő információk forrásmegjelöléseként.